# 1055 Tynka
Az 1055 Tynka (ideiglenes jelöléssel 1925 WG) a Naprendszer kisbolygóövében található aszteroida. Emil Buchar fedezte fel 1925. november 17-én.